# Sausti
Sausti är en ort i Estland. Den ligger i Kiili kommun och landskapet Harjumaa, i den västra delen av landet, 15 km söder om huvudstaden Tallinn. Sausti ligger 49 meter över havet och antalet invånare är 153.
Terrängen runt Sausti är mycket platt. Runt Sausti är det ganska glesbefolkat, med 25 invånare per kvadratkilometer. Närmaste större samhälle är Tallinn, 14,5 km norr om Sausti. Omgivningarna runt Sausti är en mosaik av jordbruksmark och naturlig växtlighet.